# 东新蔡郡
东新蔡郡，中国南北朝时设置的郡。
北魏太和十九年（495年）置东新蔡郡，属東豫州。治所在固始县（今河南固始县东北）。南朝梁大通元年（527年）南朝占领，改属西豫州，太清元年（547年）属淮州。东魏武定七年（549年）被东魏攻克，属东豫州。北齐建立后废除东新蔡郡。